# Lobocheilos nigrovittatus
Lobocheilos nigrovittatus és una espècie de peix cipriniforme de la família dels ciprínids que es troba a la conca del riu Chao Phraya (Tailàndia).